# Rinascimento timuride

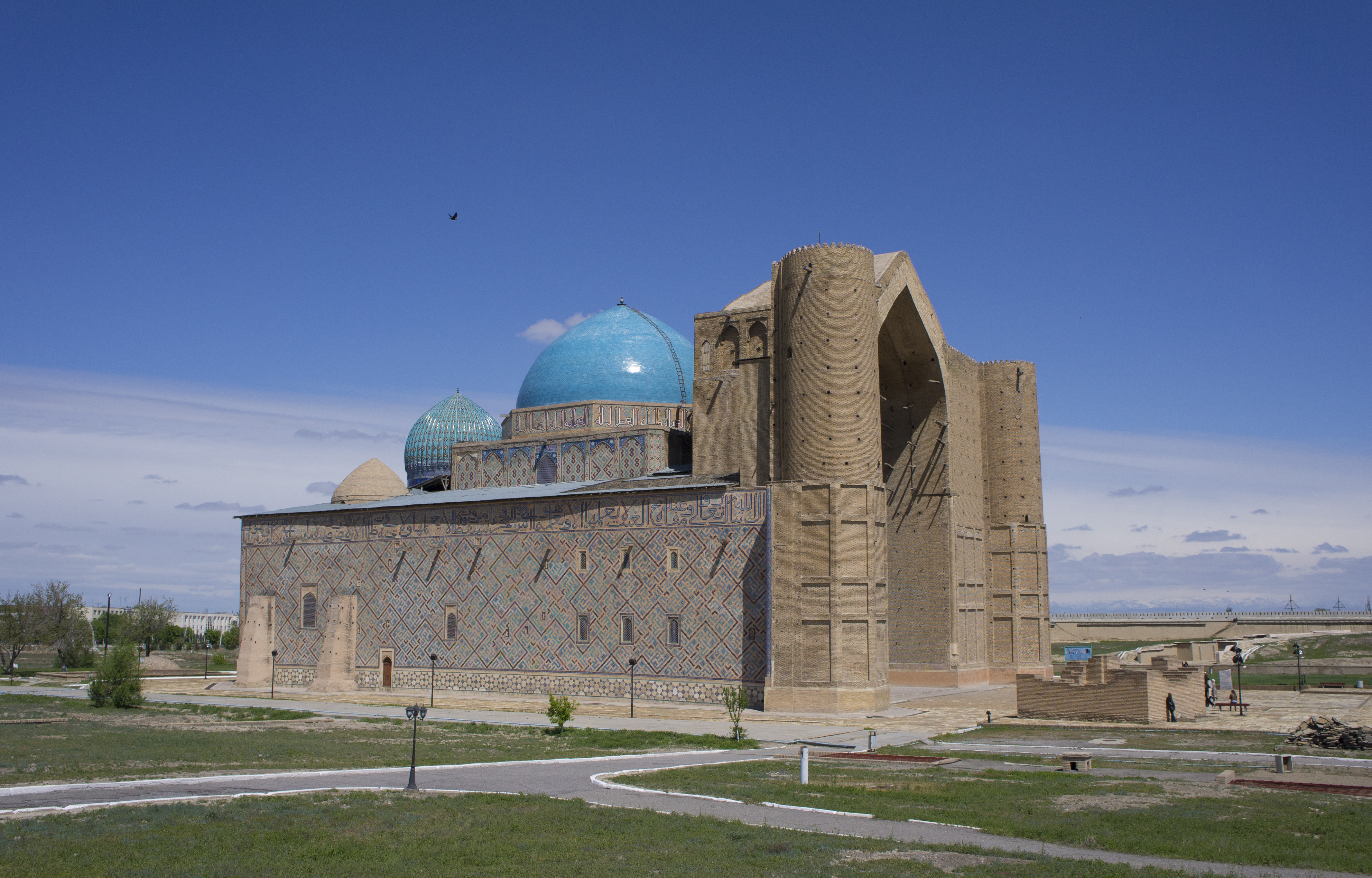
Il Mausoleo di Khoja Ahmed Yasawi, esempio di architettura timuride

Il rinascimento timuride è un'epoca artistica, culturale e scientifica brillante instauratasi nel XV secolo dai Timuridi, dai discendenti di Tamerlano, soprattutto nelle due città di Herat e Samarcanda. Fu descritto come un incontro glorioso per il Quattrocento italiano.
La città di Herat rivaleggiava con quella di Firenze come il centro di una rinascita culturale. Il periodo diffuse nel mondo islamico lasciando profondi impatti nell'Asia medievale.
Gli attori principali di questo periodo sono stati, in particolare:
- Shah Rukh (1377-1447), il più giovane dei quattro figli di Tamerlano, grande emiro installato a Herat dal 1409 al 1447. Ha avviato il rinascimento timuride, aiutato a livello locale da sua moglie Goharshad e il loro figlio più giovane Baysunghur.
- Il loro figlio maggiore Ulugh Beg (1394-1449), governatore di Samarcanda ha attaccato suo padre Shah Rukh, il più grande emiro del 1447-1449, era un astronomo eccezionale.
- Husayn Bayqara, il grande emiro era installato a Herat dal 1469 al 1506, fu un grande mecenate e fece lavorare il mistico persiano e poeta Jami, il poeta turco Mir Alisher Navoi e il pittore Behzad, grande maestro della miniatura persiana.

L'originalità del movimento culturale timuride è che permise lo sviluppo del chagatay come lingua letteraria (Mir Alisher Navoi, fondatore della letteratura classica chagatay) accanto ai grandi autori in persiano, come il già citato Jami, gli storici Mirkhond (1433-1498) e Khondemir. Ciò permetterà più tardi a Babur, il primo dei Grandi Moghul indiani, di scrivere la sua vita, il Baburnama interamente in turco chiaghatay. L'India ereditò il Rinascimento Timuride tramide i Moghul lasciando anche un'influenza significativa sull'impero degli Ottomani e sui Persiani safavidi.